# Marshall megye (Mississippi)
Marshall megye az Amerikai Egyesült Államokban, azon belül Mississippi államban található. Megyeszékhelye és legnagyobb városa Holly Springs. Lakosainak száma 33 752 fő (2020. április 1.). Marshall megye Fayette, Lafayette, Benton, Union, Tate, DeSoto és Shelby megyékkel határos.

## Népesség
A megye népességének változása:
| Lakosok száma | 37 077 | 36 747 | 36 545 | 36 515 | 35 916 | 33 752 |
|               | 2010   | 2011   | 2012   | 2013   | 2015   | 2020   |